# 에티오피아어군
에티오피아어군(Ethiopic) 또는 에티오피아 셈어군(Ethio-Semitic)은 에티오피아와 에리트레아에서 쓰이는 셈어군의 남셈어 계통 언어들을 말한다.
오늘날에는 그 중 암하라어가 에티오피아의 공용어로서 가장 널리 쓰이는 언어이고, 에리트레아에서 가장 널리 쓰이는 것은 티그리냐어이다. 수단 일부 지역에도 소수의 티그레어 화자 집단이 분포하는데, 티그레어는 에리트레아에서 두번째로 많이 쓰이는 언어이다. 역사적인 고전 언어로 기원후 1세기부터 그으즈 문자로 기록된 그으즈어가 있으며, 여전히 에티오피아 정교회와 에리트레아 정교회에서 예배에 쓰이는 지위를 가지고 있다.

## 분류

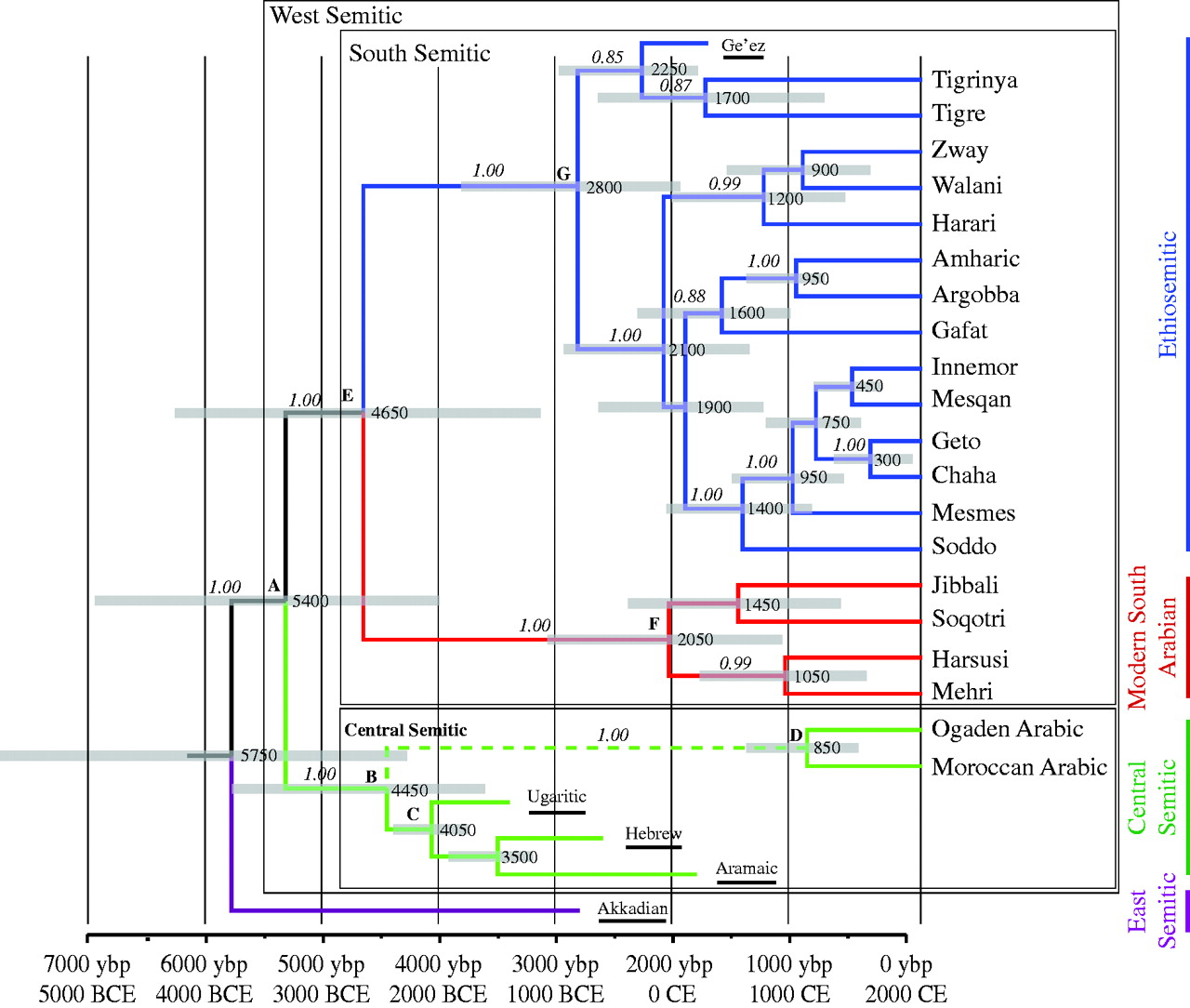
셈어의 계통수

에티오피아어를 북부와 남부의 언어로 나누는 분류는 Cohen (1931)과 Hetzron (1972)에 의해 제시되어 널리 받아들여지고 있다. 그러나 Rainer Voigt는 이들이 깊이 연관되어 있다며 이 분류에 의문을 던졌다.
- 북부[2][3]
  - 그으즈어 (고전 에티오피아어) †
    - 다흘라크어
    - 티그레어

  - 티그리냐어

- 남부
  - Transversal South Ethiopic
    - Amharic–Argobba
      - 암하라어
      - 아르고바어

    - Harari–East Gurage
      - 하라리어
      - 동부 구라게어
      - 실테어
      - 자이어

  - Outer South Ethiopic
    - n-group
      - 가파트어†
      - 소도어

    - tt-group
      - 메스메스어†
      - 무헤르어
      - 서부 구라게어
        - 메스칸어
        - Sebat Bet
          - 세밧 벳 구라게어
          - 이노르어